# Alipur Chatha
Alipur Chatha é uma cidade do Paquistão localizada na província de Punjab.

## História
Antes do domínio colonial britânico (1858 - 1947), a área que se tornaria Alipur Chatha anteriormente era conhecida como  Akalgarh.  Alipur Chatha foi fundada em 1867. Desenvolveu-se como uma cidade ferroviária da linha Wazirabad-Lyallpur ramo da ferrovia North Western State Railway. Em 1901, a população de Alipur Chatha era de 4.961.  Os hindus e siques abandonaram a região quando os britânicos partiram em 1947, tornando a maioria da população muçulmana.

## Cidade antiga
A antiga Alipur Chatha era uma cidade murada.  Um portão conhecido como Paki Deohri ainda permanece em boas condições. Na cidade velha, algumas casas tradicionais do período (havelies) têm portas de madeira decorativas. Pequenas lojas na cidade velha atraem compradores das áreas vizinhas.

## Áreas ao redor
Alipur é rodeado por lagoas e reservatórios, como o Purana Talab e o Bara Dari. A terra apoia a agricultura que atraiu pessoas para a cidade. As principais culturas da cidade são arroz, trigo, cana de açúcar e milho ou milho. Famosa pela piscicultura, aproximadamente 35.000 acres (140 km²) de terra são cobertos por tanques de peixes.